# Sự kiện UFO Ilkley Moor

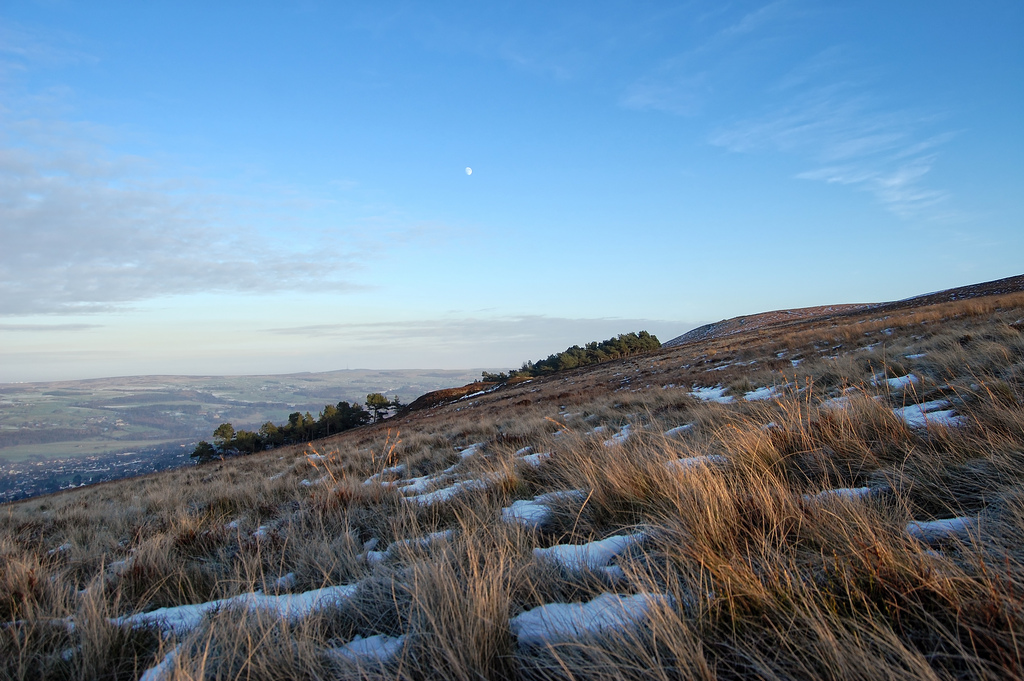
Ilkley Moor lúc trời tối quang đãng

Sự kiện UFO Ilkley Moor là biến cố có liên quan tới UFO xảy ra tại Ilkley Moor vào ngày 1 tháng 12 năm 1987. Vụ việc bắt đầu khi một viên sĩ quan cảnh sát về hưu kể lại rằng chính ông đã bị người ngoài hành tinh bắt cóc khi đang đi dạo vào buổi sáng và tạm giữ trong thời gian ngắn trên chiếc phi thuyền của họ trước khi được đưa trở lại nơi cũ. Viên cảnh sát này có chụp lại cảnh cánh đồng hoang mà ông tận mắt chứng kiến một trong những người ngoài hành tinh đã bắt cóc mình.
Bức ảnh ngay sau đó đã trở thành bản tin thời sự ở nước Anh. Nó được coi là một trong những bằng chứng mạnh mẽ nhất bày tỏ rằng người ngoài hành tinh đã đến thăm Trái Đất. Bức ảnh cũng được mô tả "cực kỳ mờ ảo". Phe hoài nghi đã bác bỏ vụ này chỉ là một trò lừa bịp vì họ nói rằng bức ảnh cho thấy một thứ khác, chẳng hạn như một người đàn ông hoặc một tấm bìa cứng.

## Bối cảnh
Ilkley Moor là một khu vực đồng hoang nằm giữa Ilkley và Keighley ở Tây Yorkshire, nước Anh. Địa danh này nổi tiếng là nguồn cảm hứng cho ca khúc On Ilkla Moor Baht 'at. Nơi đây còn được biết đến qua những tảng đá chạm khắc, đặc biệt là hòn Đá Chữ Vạn. Đã có nhiều trường hợp chứng kiến UFO trên vùng đồng hoang này. Phe hoài nghi cho rằng điều này là do nằm gần căn cứ không quân Menwith Hill và Sân bay Leeds Bradford.
Philip Spencer (tên giả) đã từ thủ đô Luân Đôn chuyển tới sinh sống tại Tây Yorkshire xa xôi cùng vợ con nhằm gần gũi hơn với gia đình nhà vợ sau khi rời ngành cảnh sát về hưu. Buổi sáng ngày 1 tháng 12 năm 1987, Spencer bắt đầu đi ngang qua Ilkley Moor đến thăm bố vợ ở Đông Morton. Ông có mang theo bên mình một chiếc máy ảnh cũng như một chiếc la bàn đề phòng trường hợp có sương mù.

## Diễn biến sự kiện
Theo Spencer cho biết chính ông đang đi bộ lên một ngọn đồi nhỏ thì nhận thấy một bóng người trông kỳ quặc ngay trên con đường mòn phía trước mình. Nó có màu xanh đậm và cao khoảng 4 feet với cái đầu quá khổ và cánh tay dài hơi gầy. Sinh vật này bèn ra dấu với Spencer, mà ông coi đó là một cử chỉ bảo hãy tránh xa, nhưng ông vội lấy máy ảnh ra và chụp lại cảnh này. Sinh vật liền bỏ chạy ngay lập tức và Spencer vội đuổi theo. Ông để lạc mất dấu của sinh vật này trong sương mù nhưng sau đó bỗng nhìn thấy một chiếc phi thuyền bay lên từ đồng hoang và biến mất trên bầu trời. Ông mô tả phi thuyền này có màu trắng nhạt và bao gồm hai bộ phận hình đĩa được gắn vào nhau, với một bộ phận nằm trên bộ kia. Cũng có một tiếng vo ve lớn. Ông không chụp được ảnh con tàu.
Thay vì tiếp tục lộ trình đã định, Spencer bèn hướng đến một thị trấn khác cách đó khoảng nửa giờ. Khi đến nơi, ông mới phát hiện ra rằng đã muộn hơn dự kiến khoảng hai giờ trong ngày. Ngoài ra, chiếc la bàn mà ông mang theo đã bị hướng ngược lại so với hướng nên có.

## Hậu quả ban đầu
Trong những ngày sau khi xảy ra vụ việc, Spencer bèn liên lạc với hai nhà nghiên cứu UFO Jenny Randles và Peter Hough. Ban đầu, Hough tuyên bố mình "cực kỳ hoài nghi" nhưng rồi lại tin tưởng Spencer. Spencer đã trao lại bản quyền bức ảnh cho Hough. Mặc dù câu chuyện nhanh chóng làm rộ lên tin tức nhưng Spencer nhất quyết giữ kín danh tính của mình. Nhiều bài viết khác nhau về vụ việc đã làm rõ rằng Spencer không kiếm được bất kỳ khoản tiền nào từ câu chuyện này.
Cùng với việc kiểm tra địa điểm, Hough đã gửi bức ảnh cho một số chuyên gia. Một nhiếp ảnh gia động vật hoang dã đã kiểm tra bức ảnh cho biết sinh vật này không thuộc về bất kỳ loài động vật nào mà ông từng biết. Các chuyên gia từ phòng thí nghiệm của hãng Kodak ở Hemel Hempstead nói rằng họ không thể phát hiện bất kỳ bằng chứng nào về việc giả mạo. Tiến sĩ Bruce Maccabee một chuyên gia quang học của Hải quân Mỹ và là nhà UFO học kết luận rằng bức ảnh này "quá sần sùi để có thể kiểm tra thích hợp".
Theo nhà nghiên cứu UFO Nick Redfern, Spencer đã gặp rắc rối với Bộ Quốc phòng vài ngày sau khi vụ việc xảy ra trên vùng đồng hoang. Spencer nói rằng họ đã mở một hồ sơ về mình và cử hai người áo đen đến nhà ông để đe dọa buộc phải giữ im lặng.

## Khám phá tình tiết nhờ thôi miên
Trong khi bức ảnh đang được kiểm tra, Spencer tuyên bố rằng bản thân ông đã trải qua những giấc mơ kỳ lạ. Theo lời khuyên của Hough, ông nhận lời tham gia một buổi trị liệu thôi miên hồi quy. Buổi thôi miên này do Tiến sĩ Jim Singleton thực hiện vào ngày 16 tháng 3 năm 1988. Trong trạng thái thôi miên, lời kể ban đầu của Spencer về vụ việc đã thay đổi. Singleton gọi đây là đoạn "hồi tưởng thực sự".
Giờ Spencer nhớ lại rằng khi nhìn thấy sinh vật trên đồi thì ông đã bị tê liệt ngay lập tức. Sau đó ông được nhấc lên một vài feet và kéo vào trong con tàu. Khi Spencer vừa bước chân vào phi thuyền, một giọng nói bảo ông rằng hãy bình tĩnh. Sau đó, một nhóm người ngoài hành tinh màu xanh lá cây tiến hành thí nghiệm y tế đối với ông, đưa các dụng cụ vào ngay mũi và miệng của Spencer. Xong xuôi rồi thì họ bèn dẫn ông đi tham quan con tàu và xem phim. Bộ phim cho thấy hình ảnh ngày tận thế, bao gồm các vụ nổ hạt nhân, nạn đói và lũ lụt. Spencer còn được xem phần phim thứ hai. Ông chưa bao giờ tiết lộ nội dung của phần phim thứ hai, nói rằng những người ngoài hành tinh đã bắt cóc mình không muốn nhân loại biết được nội dung này.
Spencer tiếp tục quay trở lại Ilkley Moor là nơi mà ông đã chụp được bức ảnh nổi tiếng. Spencer cho biết người ngoài hành tinh thực sự đang vẫy tay chào tạm biệt mình, không bảo tránh xa, như trong lời kể ban đầu của ông.

## Di sản
Sự kiện Ilkley Moor đã gây xôn xao dư luận ở Anh vào thời điểm đó và đây vẫn là một trong những vụ chứng kiến UFO nổi tiếng nhất cả nước. Nick Pope, một nhà báo trước đây từng làm việc tại 'tổ phụ trách UFO' của Bộ Quốc phòng từng đưa sự kiện này xếp vào danh sách "10 sự kiện UFO hàng đầu ở Anh" năm 2011". Nó được coi là một trong những sự kiện UFO có sức thuyết phục nhất từng xảy ra.
Phe hoài nghi đã cho rằng toàn bộ vụ việc này chỉ là một trò lừa bịp. Họ nói rằng bức ảnh mờ đến mức nó không thể bằng chứng về bất kỳ du khách ngoài hành tinh nào đến Trái Đất. Họ lập luận rằng "người ngoài hành tinh" trong bức ảnh này dễ có khả năng là một người đàn ông hoặc một tấm bìa cứng. Phe hoài nghi cũng đặt câu hỏi tại sao Spencer không chụp bức ảnh con tàu, lưu ý rằng một bức ảnh như vậy sẽ khó làm giả hơn. Họ còn bác bỏ bằng chứng vật lý được cho là của chiếc la bàn bị hỏng, nói rằng rất dễ làm hỏng la bàn theo cách thủ công.